# The Good Life (cançó de Weezer)
"The Good Life" és el segon senzill de l'àlbum Pinkerton, segon en la trajectòria de la banda estatunidenca Weezer. Compost per Rivers Cuomo i autoproduït pel grup, la discogràfica el va llançar a correcuita per tal de salvar l'àlbum del fracàs comercial però no va tenir èxit.

## Informació
Les cares B del senzill van tenir cert èxit de manera que van ser incloses en l'àlbum conceptual Songs from the Black Hole, que finalment no es va acabar ni va sortir al mercat.
El videoclip fou dirigit per Jonathan Dayton i Valerie Faris i es mesclen imatges del grup mentre toca la cançó amb imatges d'un dia de feina d'una repartidora de pizzes (interpretada per Mary Lynn Rajskub). Les imatges es presenten mitjançant la tècnica que parteix la pantalla en diversos plans de càmeres que graven l'acció simultàniament però en diferents angles.

## Llista de cançons
Promo CD només ràdio
1. "The Good Life" (Remix) – 4:08
2. "The Good Life" (Versió LP) – 4:19

Retail CD (Regne Unit, Europa i Japó)
1. "The Good Life" – 4:19
2. "Waiting on You" – 4:13
3. "I Just Threw Out the Love of My Dreams" – 2:39

"OZ EP" (Austràlia)
1. "The Good Life" – 4:19
2. "Waiting on You" – 4:13
3. "I Just Threw Out the Love of My Dreams" – 2:39
4. "The Good Life" (Directe acústic) – 4:40
5. "Pink Triangle" (Directe acústic) – 4:26

La cançó "I Just Threw Out the Love of My Dreams" compta amb la col·laboració de la cantant Rachel Haden de That Dog i The Rentals.

## Personal
- Rivers Cuomo – cantant, guitarra solista
- Patrick Wilson – percussió
- Brian Bell – guitarra rítmica
- Matt Sharp – baix